# Ctenopus jacobsoni
Ctenopus jacobsoni là một loài bọ cánh cứng trong họ Meloidae. Loài này được Reichardt miêu tả khoa học năm 1934.